# 1241
Високе Середньовіччя •  Золота доба ісламу •  Реконкіста •  Хрестові походи •  Монгольська імперія

## Геополітична ситуація
На території колишньої Візантійської імперії існує декілька держав, зокрема Латинська імперія, Нікейська імперія та Трапезундська імперія. Фрідріх II Гогенштауфен є імператором Священної Римської імперії (до 1250). У Франції править Людовик IX (до 1270).
Апеннінський півострів розділений: північ належить Священній Римській імперії, середню частину займає Папська область, більша частина півдня належить Сицилійському королівству. Деякі міста півночі: Венеція, Піза, Генуя тощо, мають статус міст-республік, частина з яких об'єднана Ломбардською лігою.
Південь Піренейського півострова в руках у маврів. Північну частину півострова займають християнські Кастилія, Леон (Астурія, Галісія), Наварра, Арагонське королівство (Арагон, Барселона) та Португалія. Генріх III є королем Англії (до 1272), а королем Данії — Ерік IV (до 1250).
Київське, Чернігівське, Галицьке, Володимиро-Суздальське князівства захопили й розорили монголи. Новгородська республіка фактично відокремилася. У Польщі період роздробленості. На чолі королівства Угорщина стоїть Бела IV (до 1270).
В Єгипті, Сирії та Палестині править династія Аюбідів, невеликі території на Близькому Сході утримують хрестоносці. У Магрибі розпадається держава Альмохадів. Сельджуки окупували Малу Азію. Монгольська імперія поділена між спадкоємцями Чингісхана. Північний Китай підкорений монголами, на півдні править династія Сун. Делійський султанат є наймогутнішою державою Північної Індії, а на півдні Індії домінує Чола. В Японії триває період Камакура.
Цивілізація мая переживає посткласичний період. Почала зароджуватися цивілізація ацтеків.

## Події
- Західний похід монголів:
  - У січні монголи захопили Галич, Володимир та інші міста Галицько-Волинського князівства. У цей час загони Бурундая прорвалися до Вісли, де взяли Люблін і Завихост.
  - 13 лютого відбувся розгром малопольських лицарів у битві під Турськом. Монголи захопили й спустошили Сандомир.
  - Весною монгольська армія розділилась на дві частини. Байдар та Кайду рушили в Польщу. Основна частина монгольського війська під проводом Батия і Субудая пішла через Карпати в Угорщину і Волохію.
  - 12 березня монгольські війська під проводом Батия і Субудая з ходу штурмом оволоділи укріпленим Верецьким перевалом і розгромили угорську сторожу.
  - 18 березня відбулася битва під Хмельником. Сили Байдара розгромили краківські і сандомирські війська.
  - 28 березня монголи захопили Краків.
  - 9 квітня вони розгромили об'єднану польсько-німецьку армію, війська Священної Римської імперії в битві біля Легниці.
  - 11 квітня Батий розтрощив хорватсько-угорське військо Бели IV в битві на річці Шайо в долині Могі.
  - Завершилося завоювання монголами волзьких болгар.
  - Монголи знову здійснили напад на Індію і захопили Лахор.
  - 11 грудня помер верховний хан Угедей. Отримавши про це звістку, монгольське військо повернуло на схід для залагодження питання про успадкування влади.

- Лицарі Лівонського ордену розпочали наступ на землі Новгорода, захопили Лугу й Копор'я, але війська князя Олександра Невського, які в той час входили до складу Орди, вибили німців з Копор'я.
- Засновано міста Коломия та Самбір.

- Ерік IV успадкував корону короля Данії після смерті батька Вальдемара II.
- Імператор Свяшенної Римської імперії Фрідріх II, воюючи проти міст Італії, прихильних до Святого Престолу, захопив Фаенцу й Беневенто. Намагаючись завадити папі римському провести церковний собор, Фрідріх II почав топити кораблі, на яких прибували кардинали.
- Після смерті Григорія IX конклав у складних умовах обрав новим папою римським Целестина IV, а після його смерті папський престол залишався вакантним до 1243 року.
- Війська англійського короля Генріха III вторглися в Уельс.
- Від руки вбивці, посланого норвезьким королем Гоконом IV, загинув скальд Сноррі Стурлусон.
- Після смерті болгарського царя Івана Асеня II в країні почався безлад, і нікейський імператор Іоанн III Дука Ватац відвоював з часом у болгар Македонію, Фракію, Фессалоніки й встановив контроль над Епірським деспотатом. Спадкоємцю болгарського царя Коломану I Асеню було тільки 9 років.
- Гамбург і Любек уклали угоду з метою забезпечення безпеки торгівлі в Балтиці. Аналогічні угоди з іншими містами призвели з часом до утворення Ганзи.

## Народились
- Василій Ярославович (великий князь Володимирський)
- 4 вересня — Олександр III, король Шотландії (пом. 1286)
- Лешек Чорний, князь ляський, серадзький, краковський і сандомирський (пом. 1288).
- Елеонора I, королева Англії (пом. 1290).
- Софія Данська — королева-консорт Швеції (пом. 1286).

## Померли

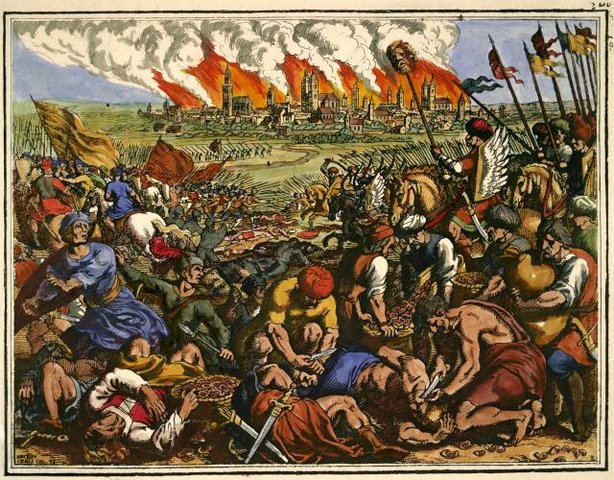
Битва між військами Монгольської імперії і Західної і Центральної Європи при Легніці, в якій європейці зазнали поразки. До складу монгольського війська входили руські підрозділи. Картина Матвія Старшого від 1630 року під назвою «Велика битва християн, побитих татарами»

- 28 березня — Вальдемар II (король Данії)
- 9 квітня — Генрих II Побожний, князь вроцлавський, краківський і великопольський, загинув у битві під Легницею (нар. 1196/1207)
- Болеслав Дипольдович, малопольський князь загинув у битві під Легницею
- Фома (пол. Tomasz), львівський війтне було в 1241 році у Львові війта[джерело?], загинув у битві під Легницею
- 24 червня — Іван Асень II, болгарський цар
- 2 серпня — Григорій IX (папа римський)
- 23 вересня — Сноррі Стурлусон, ісландський скальд, прозаїк, історіограф (народ. у 1178)
- 10 листопада — Целестин IV (папа римський).
- 11 грудня — Угедей, великий хан Монгольської имперії